# Горажданска штампарија
Горажданска штампарија била је једна од најранијих штампарија међу Србима и прва на територији данашње Босне и Херцеговине (тадашње Османско царство). Основана је у Венецији 1519. године, али је убрзо премјештена у православну цркву Светог Георгија у селу Сопотница близу Горажда, у османском Херцеговачком санџаку. Основао је и покренуо Божидар Љубавић, познат и као Божидар Горажданин, који је био истакнути трговац из Горажда. Његов син Теодор Љубавић, јеромонах из манастира Милешева, водио је рад штампарије. Радила је до 1523. године, штампајући три књиге, које се сматрају међу бољим достигнућима раних српских штампарија.

## Позадина
Након што је Јохан Гутенберг пронашао штампарску машину 1450. године у Мајнцу, умјетност штампања књига је убрзо уведена широм Европе. Крајем 15. вијека, Венеција је постала главно сједиште штампања. Ђурађ Црнојевић, кнез Зета, 1493. године је послао јеромонаха Макарија у Венеција да купи машину и научи умјетност штампања. На Цетињу, пријестолници Зети, Макарије штампа Цетињски октоих, прву инкунабулу писану на српској редакцији црквенословенског језика. Штампарија Црнојевића радила је до 1496. године, када је Зета пала под Османлије. Божидар Љубавић је 1518. године боравио у Милешеви, сједишту српске православне епархију у чијем саставу је била и Краљевина Босна од 1373. године. Милешева и остали дијелови ове епархије, укључујући град Горажде, били су смјештени у регији Херцеговина, коју су Османлије постепено освајале између 1465. и 1481. године.
Божидар Вуковић основао је у Венецији своју штампарију 1519. или 1520. године, истовремено са браћом Љубавић. Радила је, са прекидима, све до краја 16. вијека. Постојале су и друге ране српске штампарије, основане на територији Османско царства: у манастру Рујан код Ужица 1529. године, у манастиру Грачаница код Приштине 1539. године, у манастиру Милешева 1546. године, у Београду 1552. године, поново у Милешеви 1557. године, у манастиру Мркшина Црква код Ваљева 1562. године и у Скадру 1563. године. Биле су активне од једне до четири године и штампале су од једне до три књиге.

## Оснивање Горажданске штампарије
Јеромонах из Милешеве је са братом Ђурђем, а по наговору оца 1518. године отишао у Венецију одакле је донио машину за штампање, хартију и други штампарски материјал у Цркву Светог Ђорђа у Сопотници. Доказ о томе је и запис Теодора Љубавића у Предговору Службаника из 1519. године. Упоредо са Љубавићима, штампарију је у Венецији покренуо Божидар Вуковић.
Браћа Љубавић су као прву књигу припремила Службеник, чије су копије завршене до 1. јула 1519. године или у Венецији или у цркви Светог Георгија у Горажду. Једнако није познато гдје су се Љубавићи образовали за рад у штампарији. Према некима, они су знање стицали у Горажду гдје је крајем XV вијека била основана манастирска школа. Претпоставља се да је Ђурађ изучавао златарску вјештину у неком од приморских градова, највјероватније у Дубровнику. 
Идеја Љубавића за оснивање штампарије није била сама продаја књига, него жеља да те књиге дођу до српског народа. Избор и припрема састава богослужбених књига према рукописним предлошцима на српскословенском језику био је редакторски посао којем су писмена и образована браћа била вична. Они су се као свештеник и калуђер вјероватно и раније бавили преписом књига.
Посебан значај је израда ћириличних слова.

### Графика горажданских књига
Горажданска слова, како верзали тако и курентна слова, рађена су према српској рукописној ћирилици. Облик и специфичан рез ћириличних слова, лигатура и слова са напредним знацима, упућују да слова нису преузета од венецијанских мајстора, већ су оригиналан рад Ђурађа и Теодора Љубавића. То је оно што је разликовало Горажданску штампарију од свих других тог доба. Све три књиге одштампане су ливеним курентом величине око 3 милиметра и верзалом од 50-60 милиметара. 
Заставице и највећи број иницијала у књигама штампане су у техници дрвореза, а ксилографском техником су штампани велики наслови које су резали исти мајстори дрвореза. Штампа је рађена црном и црвеном штампарском бојом која се преко Дубровника и Котора довозила из Венеције. Редослијед рада је био такав да су прво штампани ксилографски клишеи црвеном бојом, а затим текст штампан црном бојом. Горажданска штампарија се разликовала од осталих штампарија тог доба по још неким техникама. У Сопотници су на маргинама књига посебно штампани знакови који су упозоравали на важније дијелове текста. Штампа је изведена помоћу посебних, малих клишеа који приказују шаку која кажипрстом упућује на текст. Такође, на горажданским књигама нумерисаване су само свешчице у низу и то ћириличним бројним ознакама. Штампарија је имала само једну штампарску пресу. Због тога је штампан један по један дволист (двије странице). Теодор је био задужен за припрему слова, коректуру слога, монтирање, отискивање дрвореза и редослијед штампања. Посвећеност раду огледа се у томе да готово све странице књига имају правилан правоугаони слог.
Гораждански штампар је хартију за књиге донио из Венеције заједно са штампарском пресом и прибором. У питању је папир са карактеристичним воденим знацима из најстарије радионице у Фабријану.
Љубавићи се нису бавили увезивањем књига у штампарији, јер су за тај посао били одговорни продавци књига.

### Тираж
О тиражу књига не постоје поуздани подаци. Тираж и дистрибуција зависили су од неколико фактора, а Гораждани су примјењивали још једну карактеристичну особину ове штампарије - покретљивост. Они су се, у потреби тржишта кретали од Венеције, преко Горажда до Трговишта.

## Преселење у Горажде и Трговиште
Након што је Ђурађ умро у Венецији 2. марта 1519. године, нејасно је да ли је његов брат пренио штампарију у Горажде прије или послије завршетка радова на Службенику. Оно што је сигурно јесте да Теодор након братовљеве смрти није могао сав посао да обавља сам. Помоћ је имао од ђакона Радоја и других. У цркви Светог Георгија, Теодор оснива Горажданску штампарију, која, осим Службеника, штампа још двије књиге на српској редакцији црквенословенског језика: Псалтир 1521. године и Мали службеника 1523. године. Гораждански псалтир, који садржи 352 листа, највећи је од три књиге. Трговина је била добро развијена у Горажду, јер је град био изграђен на раскрсници три важна пута, који је повезивао Дубровника, Врхбосну (Сарајево) и Косово.
На раскршћу путева у Сопотници, у вријеме владавине Османлија, Горажданска штампарија није могла опстати послије објаве Молитвеника из 1523. године. До 1866. година са почетком рада Сопронове печатње на простору Босне и Херцеговине није постојала штампарија. Штампарска машина је 1544. године из Горажда пребачена у Трговиште, пријестолницу Влашке, чиме постао као такав други објекат на територији данашње Румуније. Њено премјештање и поновно активирање извршио је Димитрије Љубавић, Божидаров унук. заједно са Мојсијем Дечанацом који је знање стекао у у Вуковићевој штампарији.
Не зна се како и када је изведен долазак Димитрија Љубавића у Трговиште. Претпоставља се да те 1544.године није било мјеста за двије штампарије - ону у Милешеви и за ову Љубавића у Горажду, па је Димитрије био принуђен да пресели штампарију. Са собом је понио горажданска слова и пресу за штампање књига, али и Молитвеник штампан 1523.године. У Трговишту Димитрије је завршио штампање Молитвеника(Требника) 10. јануара 1545. године. И то је била једина књига на којој је радио и ђакон Мојсије. Године 1547. Љубавић је штампао Апостоларијума у двије варијанте, једну за Румуне, другу за Молдавце. Занимљиво да на Праксапостолу (Пракси) уз име Димитрија нема презимена Љубавић, али је речено да је унук Божидара Горажданина. Словима штампарије Љубавића, 1550. године у Трговишту ђакон Кореси је штампао Триод цвјетни, а потом и друге књиге. Од штампарије Димитрија Љубавића, у Трговишту је без прекида настављено штампање румунских књига.
Поводом 500 година од оснивања Горажданске штампарије у новембру 2019. године одржан је научни скуп на Палама.
Тим поводом одржан је први Сабор умјетника графике, који се одржава свако двије године, а носи име Теодора Љубавића.